# Maison du Temple de Jérusalem

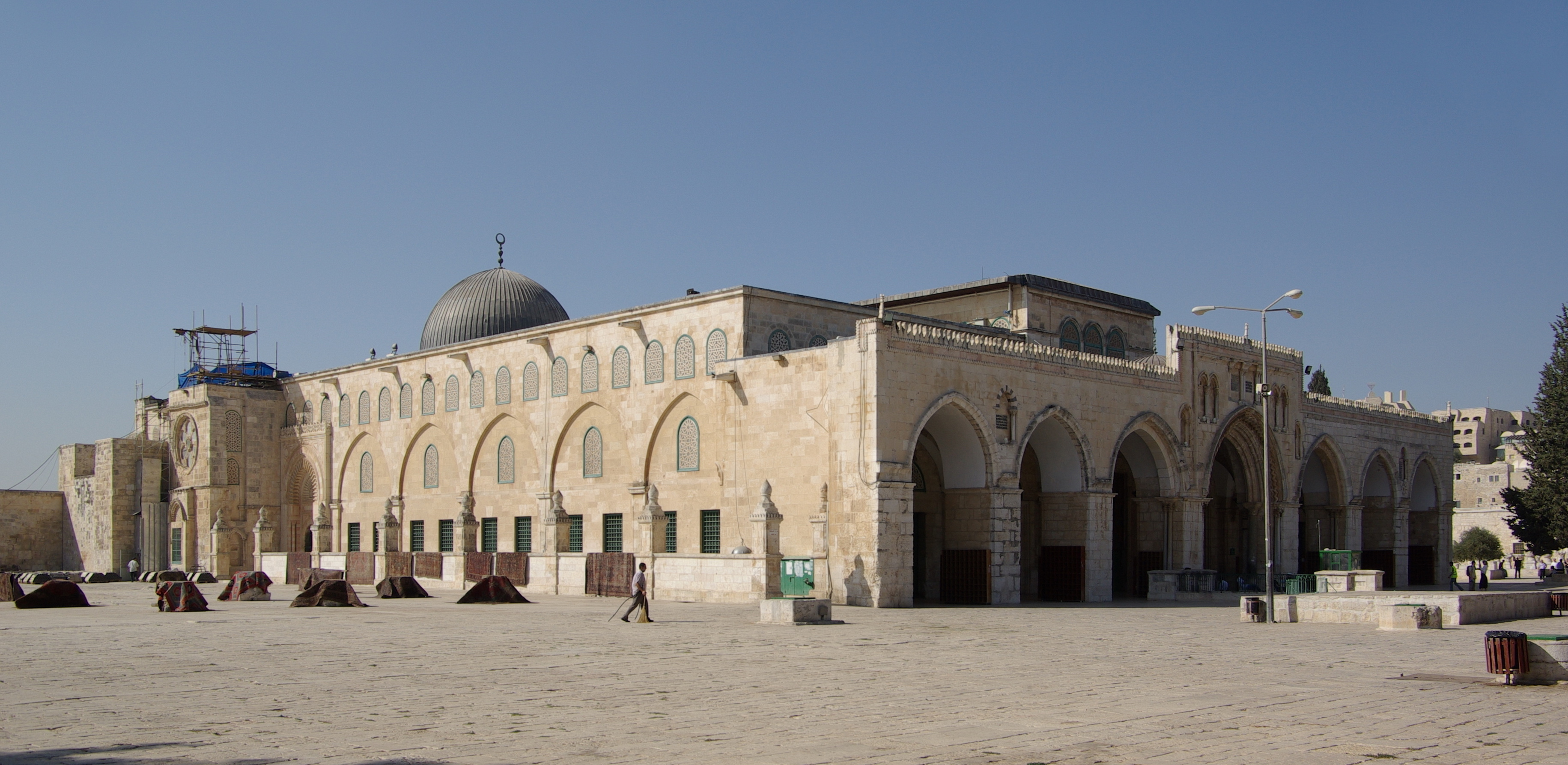
Mosquée Al-Aqsa sur le site de l'ancien Temple

La maison du Temple de Jérusalem est un ensemble de bâtiments situés sur le Mont du Temple, à l'emplacement de l'actuelle mosquée Al-Aqsa à Jérusalem, qui abritent la maison cheftaine de l'ordre des Templiers entre 1129 et 1187. Les Templiers aménagent progressivement les lieux, mis à leur disposition par le roi de Jérusalem Baudoin II. À la chute de la ville, Saladin fait détruire la maison du Temple et reconstruire la mosquée Al-Aqsa.

## Origine du nom
Le nom originel de l'ordre du Temple était milites Christi, la milice du Christ, qui apparaît dès 1129 dans la règle latine. Dans les premières années de l'ordre, les actes de donations font apparaître un très grand nombre de dénominations, parfois fantaisistes. C'est à partir de la maison de Jérusalem en Palestine que l'ordre prit son nom complet « les pauvres chevaliers du Christ et du Temple de Salomon »  qui ancrait l'ordre en Orient et plus particulièrement en Terre sainte. Il fut très rapidement raccourci en « ordre du Temple » et ses membres appelés les Templiers. Ceux-ci étaient appelés les chevaliers de religion et distingués ainsi des chevaliers du siècle.

## Bâtiments
C'est le roi de Jérusalem Baudoin II qui logea tout d'abord dans une aile de son palais, la mosquée Al-Aqsa, les premiers Templiers dont Hugues de Payns. Le maître de l'ordre obtint par la suite du roi que leur soit prêté tout le palais situé devant le Temple. Baudoin II comprit immédiatement l'intérêt militaire qu'il avait de soutenir ce nouvel ordre à Jérusalem. Il accepta donc de transférer sa résidence dans la Tour de David, plus aisée à défendre, et laissa aux templiers son ancien palais qui devint la maison cheftaine de l'ordre. Les Templiers l'agrandirent, le transformèrent et se firent construire une chapelle. Jérusalem devint alors la capitale de l'ordre où résidait le maître.
Bernard de Clairvaux qui n'est jamais allé en Orient, évoque cependant en 1129, dans sa louange à la nouvelle chevalerie, le Temple de Jérusalem : « Il y a à Jérusalem un temple où ils (les Templiers) habitent en commun (...) ». Le ton est plein d'emphase et la description idéalisée s'inspire de l'esprit cistercien, dépouillement et sobriété, qui prévaudra plus tard dans les constructions des commanderies.
Une autre description extraite du carnet de pèlerinage de Jean de Würzburg en 1170, est, elle, réaliste. Ce pèlerin écrit : « Entre les murs de Jérusalem et la porte Dorée, se trouve le Temple. Il y a là un espace plus d'un grand trait de flèche en longueur, et large d'un jet de pierre, et là on arrive au Temple. Ce terrain est pavé, d'où lui vient son nom. À gauche, en hissant de ce portail, se trouve le Temple de Salomon où demeuraient les Templiers. » Mais il se trompait car le temple de Salomon était détruit depuis très longtemps.
Les rois francs chrétiens croisés et les Templiers ont résidé dans la mosquée Al Aqsa et le dôme du rocher à Jérusalem qu’ils ont nommé ”le temple du Seigneur”.
Les bâtiments sont composés de:
- une écurie souterraine, si grande qu'elle pouvait « loger plus de deux mille chevaux ou mille cinq cents chameaux »
- beaucoup de bâtiments « larges et amples »
- « une nouvelle et magnifique église » aux toits pentus, dédiée à la Vierge et appelée « Sainte-Marie-Lateran », c’est-à-dire des Latins, des Francs, pour la distinguer de deux autres églises de Jérusalem dédiées à Marie[réf. nécessaire].
- Le réfectoire des templiers, toujours appelé le palais (article 15 de la Règle), était une salle voûtée sur colonnes aux murs décorés de trophées d'armes. Des tables couvertes de nappes étaient disposées le long des murs et les frères s'asseyaient le dos au mur. Le maître et le chapelain avaient une place attitrée et recevaient à leur table plusieurs invités tous hôtes de rang. Les restes des repas étaient donnés aux pauvres de la Chrétienté par charité.
- Entre le réfectoire et l'église se trouvaient les dortoirs des frères chevaliers, donnant sur un couloir. Les dortoirs des frères sergents se trouvaient à part. Chaque frère disposait d'une chaise, d'un coffre appelé huche, d'un lit, d'une paillasse (matelas empli de paille), d'un traversin, d'un drap et d'une couverture. Comme dans tout monastère, la proximité avec l'église permettait aux frères de se rendre à l'office de matines entre minuit et trois heures du matin.
- une salle du chapitre
- Cette maison comptait aussi une infirmerie et des appartements pour les dignitaires.
- La maréchaussée était la salle où étaient stockés armes, cottes de mailles et harnais.
- Elle était équipée d'une forge dans laquelle étaient fabriqués le matériel militaire mais aussi la ferrerie pour les chevaux, les pièces métalliques destinées aux selles et brides, ainsi que la bourrellerie.
- Sous le contrôle du drapier du couvent se trouvaient les entrepôts de la draperie, de la parementerie et de la cordonnerie.
- Des cuisines, celliers à vin et fours de boulangerie
- Des porcheries, poulaillers, et jardins potagers
- Des silos à blé et à fourrage
- des citernes

À l'extérieur de Jérusalem, la maison du Temple possédait des pâturages et des enclos pour les bœufs, les moutons et les chevaux.
Cette maison tout entière pouvait ainsi entretenir une force de trois cents chevaliers et d'un nombre indéterminés de sergents.
Le prince Oussama Ibn Mounqidh témoigne aussi : « Quand j’entrais dans la mosquée Al-Aqsa, où logeaient mes amis les Templiers, ils mettaient à ma disposition ce petit oratoire pour que je puisse faire mes prières. ».
Des gens croient que lorsque Saladin conquit Jérusalem, il fit détruire la maison de l'ordre du Temple et restaurer la mosquée Al-Aqsa dans son aspect d'origine.

## Siège central de l'ordre
La maison du Temple à Jérusalem fut le siège central de l'ordre depuis sa fondation en 1129 jusqu'en 1187, date de la chute de la ville sainte reprise par Saladin. 
Le siège central des Templiers fut alors transféré à Acre, ville portuaire du royaume de Jérusalem. 
À la perte de la ville par les chrétiens en 1291, le siège de l'ordre des Templiers fut à nouveau transféré dans la terre chrétienne la plus proche, l'île de Chypre. 
C'est à Chypre que vivait Jacques de Molay, le dernier maître de l'ordre avant son retour en France pour y être arrêté. Le siège de l'ordre n'a jamais été installé en Occident. Jusqu'au bout, les Templiers ont tenté de garder leurs positions orientales.